# Василена Атанасова
Василена Атанасова е българска актриса от Малък градски театър зад канала.

## Ранни години
Родена е през 1966 г. в Свиленград. Там получава средното си образование в ЕСПУ „Д-р Петър Берон“. През 1984 г. е приета във ВИТИЗ „Кръстьо Сарафов“, където през 1988 г. завършва специалността актьорско майсторство за драматичен театър при професор Гриша Островски.

## Кариера в театъра
В периода 1988 – 1990 г. изпълнява ролята на момичето в Драматичен театър „Васил Друмев“ – Шумен, в постановката „Когато розите танцуват“ от Валери Петров, режисьор Борис Панкин.
От 1990 до 1995 г. участва в постановките:
- Драматичен театър „Н. О. Масалитинов“ – Пловдив
- Мей в „Побъркани от любов“ от Сам Шепърд, режисьор Николай Ламбрев
- Алгара в „Еленово царство“ от Георги Райчев, режисьор Вили Цанков
- Райна в „Двубой“ от Иван Вазов, режисьор Николай Ламбрев
- Жената в „Ако можех да започна отначало“ от Макс Фриш, режисьор Асен Гаджалов
- Бистра в „Когато гръм удари“ от Пейо Яворов, режисьор Бина Харалампиева
- „Призраци“ от Хенрик Ибсен, режисьор Борислав Чакринов

От 1995 г. е актриса в Малък градски театър „Зад канала“. Играе и на сцената на Театър 199 в спектакъла „Госпожа Клайн“.

## Роли в киното
- „ТЕСТ 88“, режисьор Христо Христов
- „9-числото на кобрата“, режисьор Христо Христов
- „Хайка за вълци“ (2000), 6 серии – Кита, режисьор Станислав Трифонов
- „Дело по съвест“, италианско – българска продукция

## Награди
- 1994 Награда за главна женска роля на фестивала на камерните театри – Враца за Мей в „Побъркани от любов“ от Сам Шепърд, режисьор Николай Ламбрев, Драматичен театър – Пловдив
- 1997 Номинация на Съюза на артистите в България за поддържаща женска роля за Зина в „Таня, Таня“ от Оля Мухина, режисьор Явор Гърдев
- 2016 „Аскеер“ за поддържаща женска роля за Натали Валтер в „Бел Ами“ от Юрий Дачев, по Ги дьо Мопасан, режисьор Бина Харалампиева

## Роли в постановки на МГТ „Зад канала“
- 1996 Жулиета в „Ромео и Жулиета“ от Уилям Шекспир, режисьор Бина Харалампиева
- 1996 Ребека в „Розмерсхолм“ от Хенрик Ибсен, режисьор Николай Поляков
- 1996 Луиза в „Голямата магия“ от Едуардо де Филипо, режисьор Андрей Аврамов
- 1996 Зина в „Таня, Таня“ от Оля Мухина, режисьор Явор Гърдев
- 1997 Лиза в „Живият труп“ от Л. Н. Толстой, режисьор Бина Харалампиева
- 2000 Хелън в „Куцльото от забутания остров“ от Мартин Макдона, режисьор Пламен Марков
- 2003 Лило в „Господин Паул“ от Танкред Дорст, режисьор Гаро Ашикян
- 2004 „Напразни усилия в лятна нощ“ по Уилям Шекспир, режисьор Пламен Марков
- 2004 Драгиева в „Големанов“ от Ст. Л. Костов, режисьор Мариус Куркински
- 2005 Сарка, вдовица в „Опечалена фамилия“ от Бранислав Нушич, режисьор Бина Харалампиева
- 2008 „Шведска защита“ от Жорди Галсеран, режисьор Бина Харалампиева
- 2009 „Спи с мен“ от Ханиф Курейши, режисьор Бина Харалампиева
- 2009 „В полите на Витоша“ от Яворов, режисьор Лилия Абаджиева
- 2009 „Перла“ от Мауро Рази, режисьор Бина Харалампиева
- 2019 „Зорба“ по романа на Никос Казандзакис, режисьор Бина Харалампиева